# Endofoor
Een endofoor is een verwijzend element in een tekst dat een intralinguïstische functie heeft, wat wil zeggen dat het verwijst naar iets dat elders in de tekst expliciet wordt genoemd. Een endofoor is daarmee het tegenovergestelde van een exofoor. Endoforen kunnen worden onderverdeeld in anaforen, kataforen en autoforen (een vorm van zelfreferentie).